# Neocladia shadsaka
Neocladia shadsaka är en stekelart som först beskrevs av Mani och Kaul 1973.  Neocladia shadsaka ingår i släktet Neocladia och familjen sköldlussteklar. Inga underarter finns listade i Catalogue of Life.